# Śpiwór

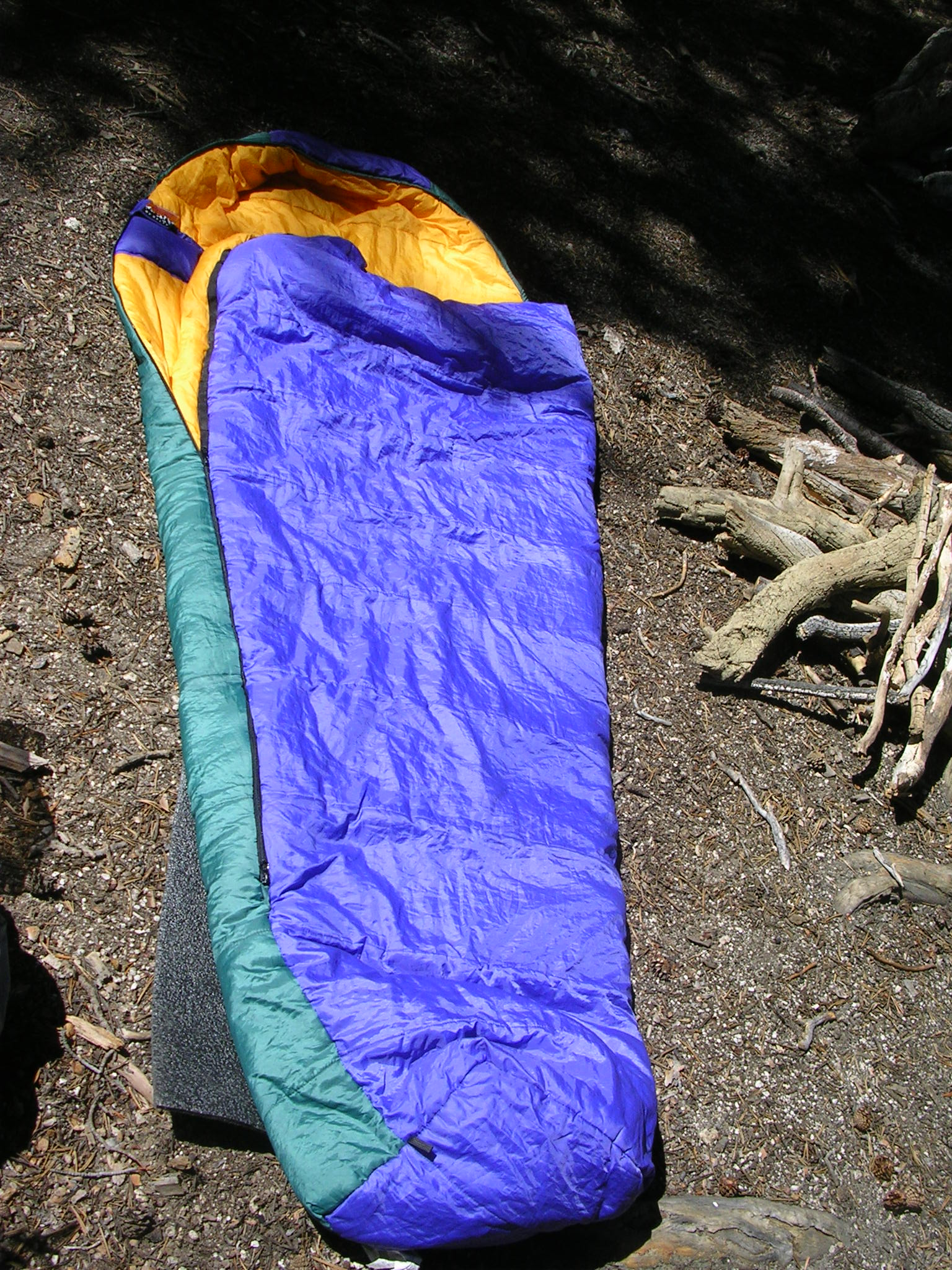
Śpiwór typu „mumia”

Śpiwór („worek do spania”) – rodzaj kołdry turystycznej, która w połączeniu z karimatą oraz namiotem służy za przenośne i łatwe w przygotowaniu miejsce do spania. Wyglądem przypomina nieco zwiniętą w rękaw kołdrę, która po bokach zamykana jest najczęściej na zamek błyskawiczny.
Ze względu na puchowe, syntetyczne (poliestrowe) lub piankowe wypełnienie oraz specjalny kaptur ze ściągaczem, chroni organizm od niekorzystnego działania warunków atmosferycznych utrzymując stałą temperaturę ciała i zapobiegając wychłodzeniu.
Śpiwory używane są głównie na kempingach oraz w turystyce górskiej. Stanowią także podstawowy element wyposażenia alpinistów i polarników. Po zwinięciu zajmują stosunkowo mało miejsca, dlatego są tak łatwe w transporcie. 
W użyciu znajdują się tzw. „mumie” czy „nogi słonia”. Ten drugi rodzaj śpiwora sięga jedynie po pachy, górną zaś część chroni puchowa kurtka.